# Puya weberbaueri
Puya weberbaueri är en gräsväxtart som beskrevs av Carl Christian Mez. Puya weberbaueri ingår i släktet Puya och familjen Bromeliaceae. Inga underarter finns listade i Catalogue of Life.